# Godofredo III de Baja Lotaringia
Godofredo III de Baja Lotaringia o Godofredo III de Ardens, llamado le Bossu ("el Jorobado"), muerto el 27 de febrero de 1076 en Vlaardingen, hijo de Godofredo II el Barbudo, el duque de Alta Lotaringia después de la Baja Lotaringia, y de su esposa Doda. Fue duque de Baja Lotaringia desde 1069 hasta 1076.
En 1069, Godofredo sucedió a su padre y se casó con Matilde de Toscana, hija de Bonifacio III, marqués de Toscana, y de Beatriz de Bar. No tuvieron más que una hija, Beatriz (fallecida el 20 de enero de 1071). Este matrimonio fue un fracaso: desde 1071, los esposos vivieron separados. En la querella de las investiduras, Matilde fue partidaria del papa Gregorio VII (partido güelfo), mientras que Godofredo apoyaba al emperador germánico, Enrique IV (del partido gibelino).
Combatió contra el duque de Sajonia en 1075 por cuenta del emperador. En 1076, apoyó al obispo de Utrecht atacado por su vasallo Teodorico V, conde de Holanda, y por Roberto el Frisón, conde de Flandes. 
Godofredo fue asesinado cuando iba a librar combate a orillas del Escalda. A pesar de la oposición de Matilde, designó para sucederlo a su sobrino Godofredo de Bouillón, pero el emperador prefirió escoger a su hijo Conrado. No fue hasta 1089 que Godofredo de Bouillon recuperó la Baja Lotaringia